# Octaspidiotus cymbidii
Octaspidiotus cymbidii är en insektsart som beskrevs av Tang 1984. Octaspidiotus cymbidii ingår i släktet Octaspidiotus och familjen pansarsköldlöss. Inga underarter finns listade i Catalogue of Life.